# Anctoville
Cet article concerne la commune du Calvados. Ne pas confondre avec les communes d'Anctoville-sur-Boscq et Ancteville dans la Manche.
Anctoville est une ancienne commune française, située dans le département du Calvados en région Normandie, peuplée de 432 habitants. Au 1er janvier 2017, la commune devient une commune déléguée au sein de la commune nouvelle d'Aurseulles.

## Géographie
La commune est aux confins du Bessin et du Bocage virois. Son bourg est à 5,5 km au nord-ouest de Villers-Bocage, à 7,5 km à l'est de Caumont-l'Éventé, à 12 km au sud-ouest de Tilly-sur-Seulles et à 16 km au sud-est de Balleroy.
Anctoville est située dans la vallée de la Seulles et du Candon.
Le point culminant (157/158 m) se situe en limite, au nord du bourg d'Anctoville. Le point le plus bas (62 m) correspond à la sortie de la Seulles du territoire, au nord-est. La commune est bocagère.
| Saint-Germain-d'Ectot                      | Torteval-Quesnay, Hottot-les-Bagues        | Hottot-les-Bagues, Saint-Vaast-sur-Seulles |
| Saint-Germain-d'Ectot, Livry               | Anctoville                                 | Villy-Bocage, Saint-Louet-sur-Seulles      |
| Cahagnes (par un angle), Amayé-sur-Seulles | Amayé-sur-Seulles, Saint-Louet-sur-Seulles | Saint-Louet-sur-Seulles                    |

## Toponymie
Le nom de la localité est attesté en 1418 sous la forme Anquetoville,.
Le toponyme Anctoville procède d’*Ásketillville « exploitation agricole d’Ásketill », cf. Ancretteville-sur-Mer,. Il s'agit d'un anthroponyme de type scandinave que l'on retrouve sous la formes des patronymes normands Anquetil, Anctil, Anquetille, Anquety et Amptil.
Le gentilé est Anctovillais.

## Histoire
Olivier de Foulognes, maître d'hôtel du roi, achète la seigneurie de Cornières et obtient le changement de nom. Ce fief fait alors partie de la sergenterie de Briquessart. Le plus ancien document faisant état de la paroisse de Coisnières date du XIe siècle sous la forme latinisée Cosneriis en 1066. Il existe également une charte de confirmation de biens donnée par Henri, roi d'Angleterre et duc de Normandie, à l'abbaye de Lessay où ce toponyme est mentionné.
En juin 1944, lors de la bataille de Villers-Bocage, le château d'Orbois abrite le quartier général de la division blindée allemande Panzer Lehr commandée par Fritz Bayerlein.
Anctoville est libéré le 1er août 1944 par le 61e bataillon de reconnaissance britannique. Ces évènements ont inspiré un scénario du jeu vidéo Call of Duty 2 sur Xbox 360.
En 1973, Anctoville (394 habitants en 1968) fusionne avec Feuguerolles-sur-Seulles (70 habitants, à l'est du territoire), Orbois (120 habitants, au nord) et Sermentot (182 habitants, au nord-est). Les communes gardent le statut de communes associées.

## Politique et administration
| Période                                  | Période   | Identité      | Étiquette | Qualité     |
| ---------------------------------------- | --------- | ------------- | --------- | ----------- |
| ?                                        | mars 2001 | Albert Marie  |           |             |
| mars 2001                                | En cours  | Gérard Leguay | SE        | Agriculteur |
| Les données manquantes sont à compléter. |           |               |           |             |

Le conseil municipal est composé de onze membres dont le maire et deux adjoints. Trois de ces conseillers sont maires délégués respectifs des communes associées de Feuguerolles-sur-Seulles, Orbois et Sermentot.

## Démographie
L'évolution du nombre d'habitants est connue à travers les recensements de la population effectués dans la commune depuis 1793. À partir du 1er janvier 2009, les populations légales des communes sont publiées annuellement dans le cadre d'un recensement qui repose désormais sur une collecte d'information annuelle, concernant successivement tous les territoires communaux au cours d'une période de cinq ans. 
Pour les communes de moins de 10 000 habitants, une enquête de recensement portant sur toute la population est réalisée tous les cinq ans, les populations légales des années intermédiaires étant quant à elles estimées par interpolation ou extrapolation. Pour la commune, le premier recensement exhaustif entrant dans le cadre du nouveau dispositif a été réalisé en 2006,.
En 2021, la commune comptait 432 habitants, en évolution de −59,89 % par rapport à 2015 (Calvados : +1,58 %, France hors Mayotte : +2,49 %).
Anctoville a compté jusqu'à 1 210 habitants en 1806.
| 1793  | 1800 | 1806  | 1821  | 1831  | 1836  | 1841  | 1846  | 1851  |
| ----- | ---- | ----- | ----- | ----- | ----- | ----- | ----- | ----- |
| 1 134 | 910  | 1 210 | 1 167 | 1 173 | 1 173 | 1 112 | 1 043 | 1 047 |

| 1856 | 1861 | 1866 | 1872 | 1876 | 1881 | 1886 | 1891 | 1896 |
| ---- | ---- | ---- | ---- | ---- | ---- | ---- | ---- | ---- |
| 998  | 920  | 931  | 848  | 830  | 775  | 721  | 758  | 713  |

| 1901 | 1906 | 1911 | 1921 | 1926 | 1931 | 1936 | 1946 | 1954 |
| ---- | ---- | ---- | ---- | ---- | ---- | ---- | ---- | ---- |
| 723  | 714  | 742  | 595  | 574  | 563  | 500  | 511  | 432  |

| 1962 | 1968 | 1975 | 1982 | 1990 | 1999 | 2006  | 2011  | 2016  |
| ---- | ---- | ---- | ---- | ---- | ---- | ----- | ----- | ----- |
| 430  | 394  | 751  | 817  | 850  | 905  | 1 024 | 1 077 | 1 081 |

| 2019 | - | - | - | - | - | - | - | - |
| ---- | - | - | - | - | - | - | - | - |
| 435  | - | - | - | - | - | - | - | - |

## Économie
La commune a une économie essentiellement tournée vers l'agriculture. À l'inventaire communal de 1998, elle comporte 46 exploitations agricoles, dont 28 classées professionnelles selon les normes Insee, pour une surface utilisée de 1 848 hectares. Il y en avait 68 en 1988. La production principale est l'élevage de bovins pour le lait et la viande. Les terres labourables sont utilisées pour les cultures fourragères et les céréales.

## Lieux et monuments
- Orphelinat Pierre Rayer fondé en 1883[22]. L'établissement, occupant un château du XVIIIe siècle et des bâtiments du XIXe, est devenu une maison d'enfants à caractère social.
- Église Saint-Pierre de Feuguerolles (XIIe-XVIIe siècles).
- Église Saint-Aubin de Sermentot (XIIe – XVIIe siècles).
- Église Saint-Pierre d'Orbois (époque romane et XIVe siècle), abritant une Vierge à l'Enfant du XVe siècle classée à titre d'objet aux Monuments historiques[23].
- Église Saint-Nicolas d'Anctoville (reconstruction), labellisée « Patrimoine du XXe siècle ».

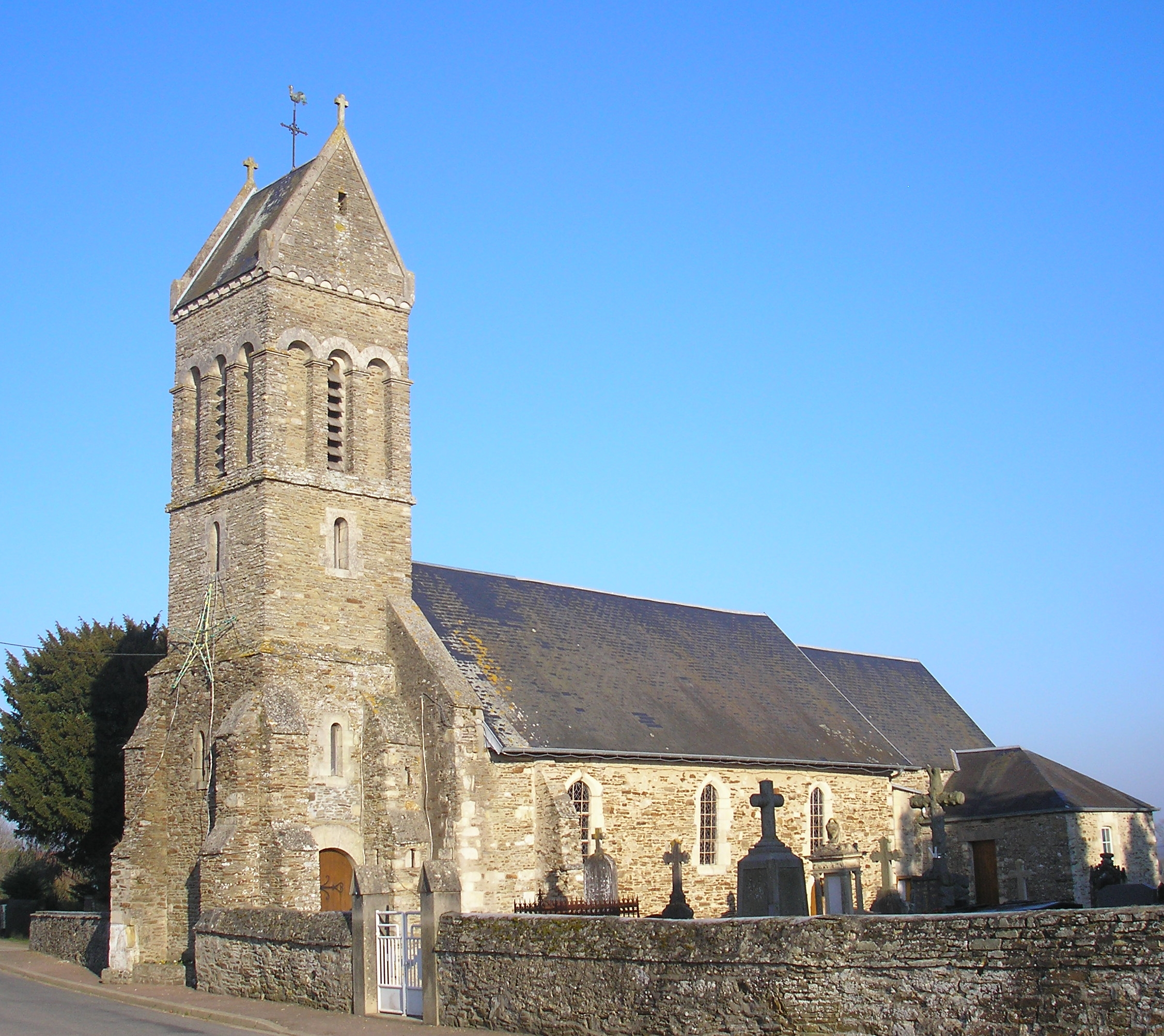
L'église Saint-Pierre de Feuguerolles.
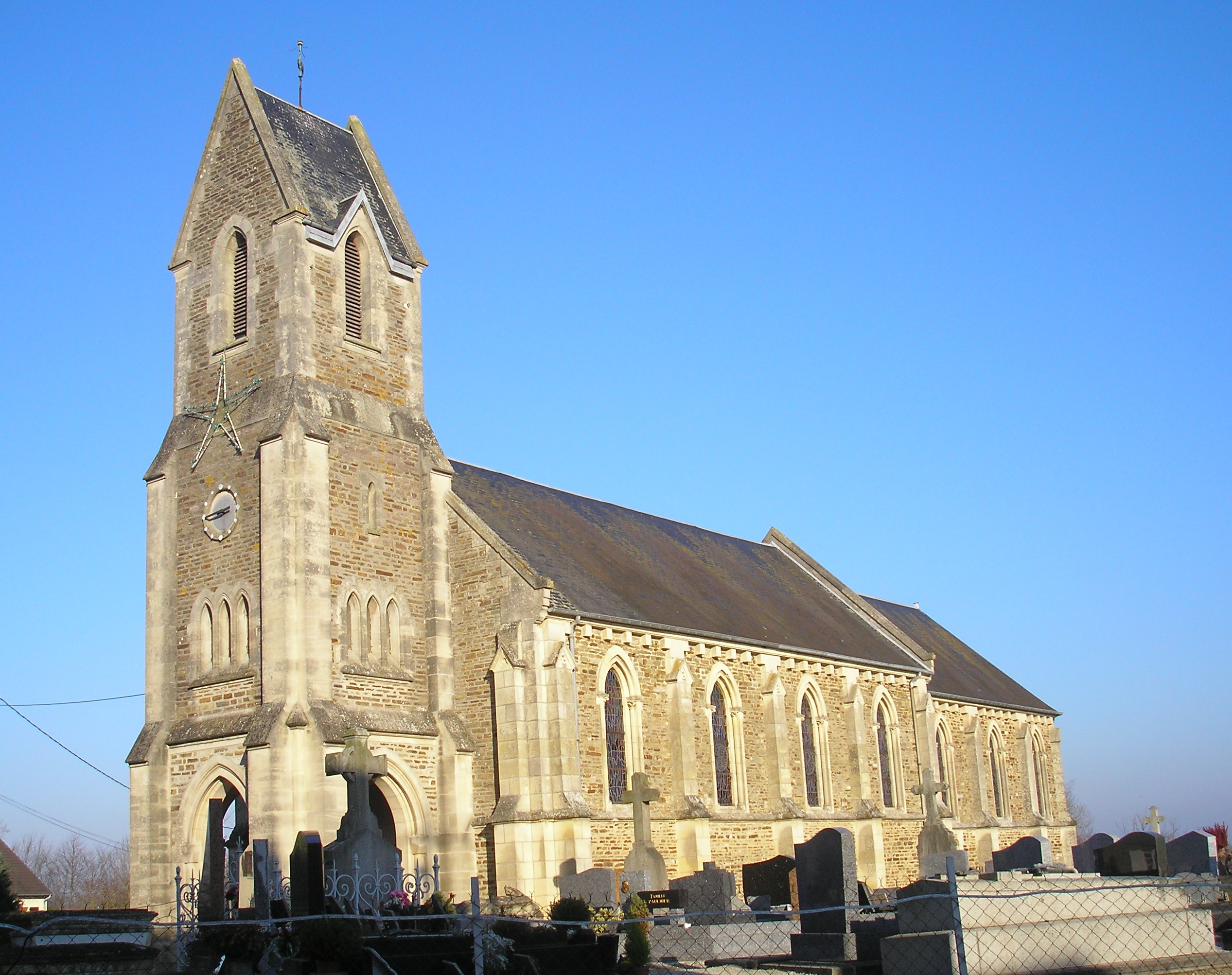
L'église Saint-Aubin de Sermentot.
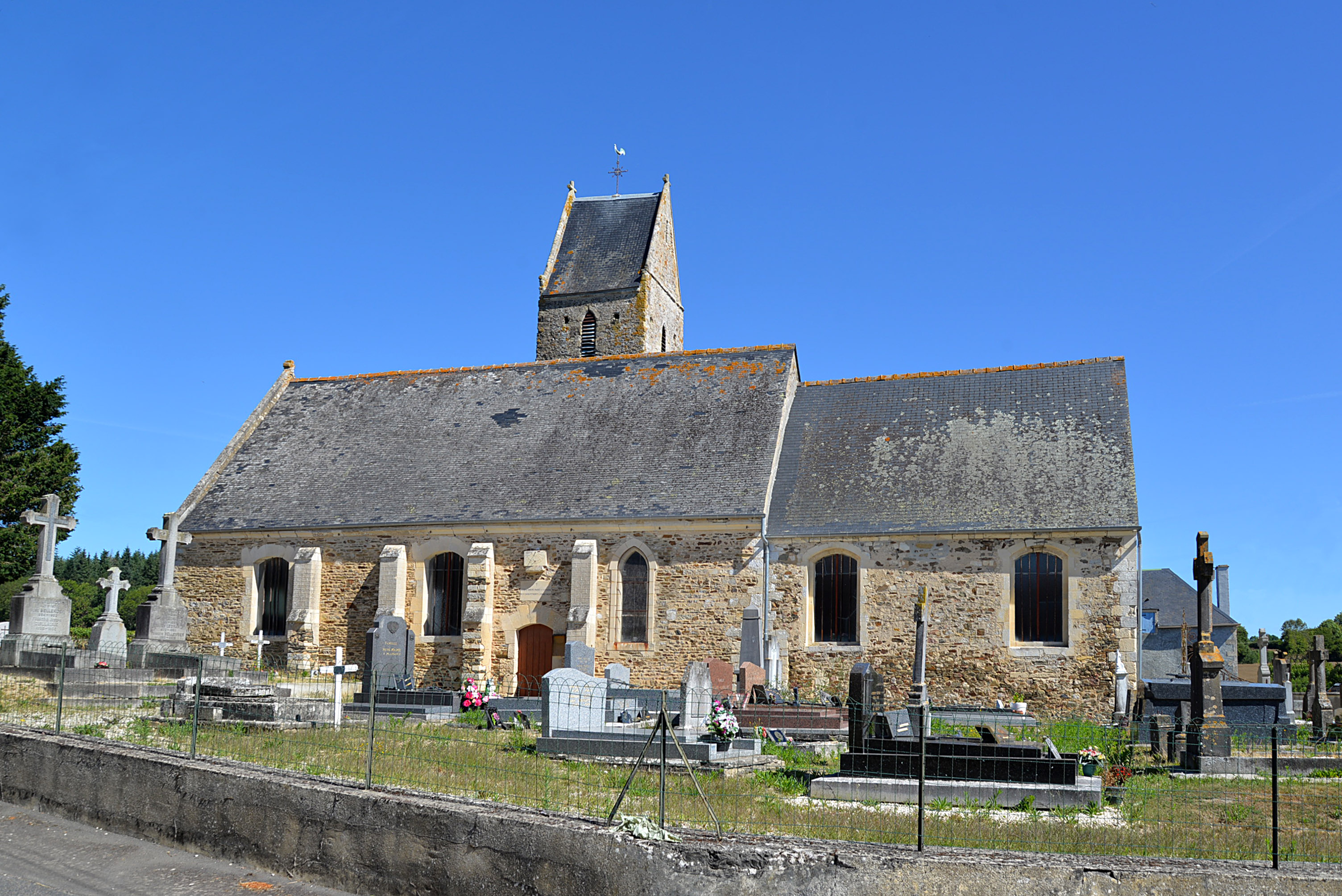
L'église Saint-Pierre d'Orbois.
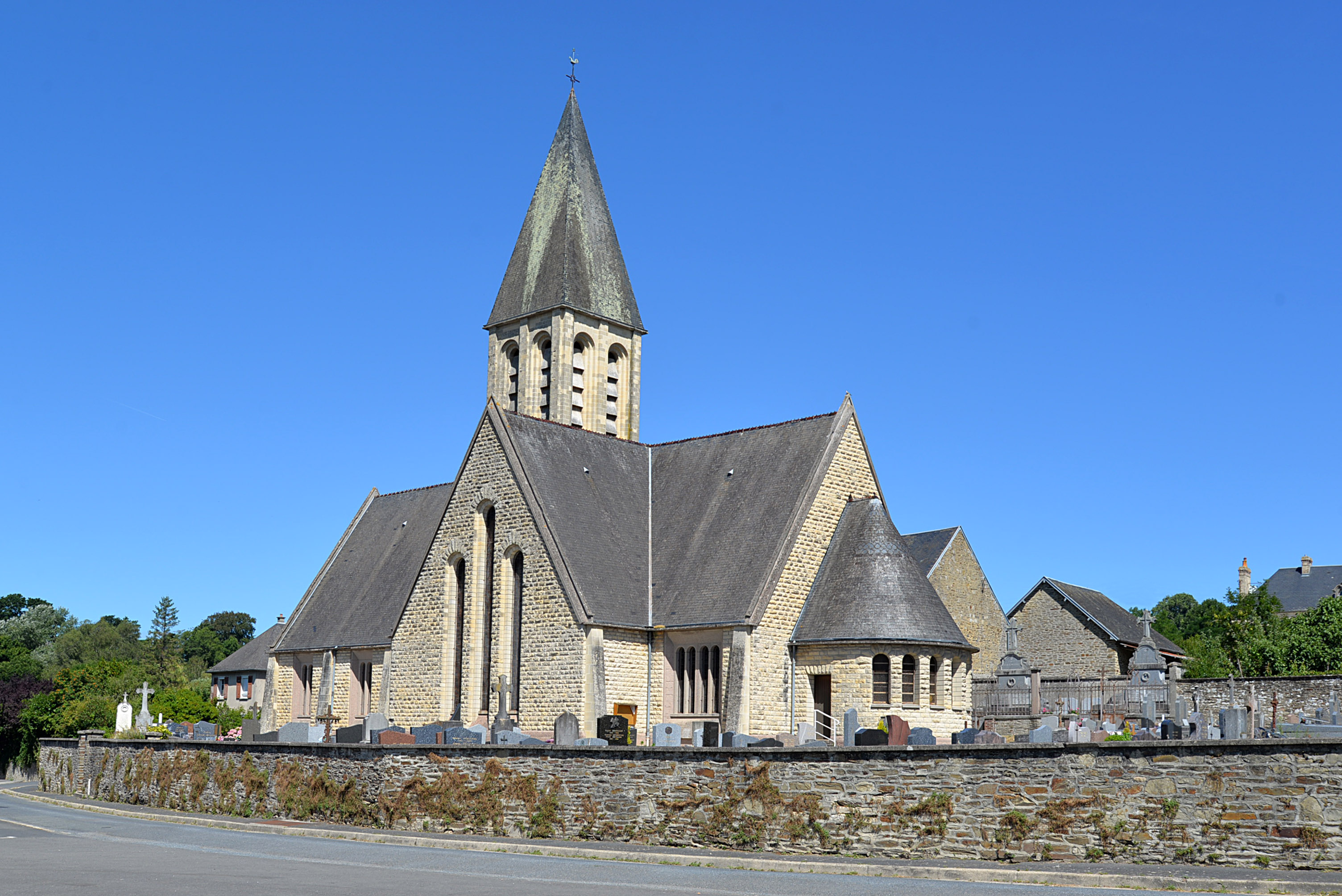
L'église Saint-Nicolas d'Anctoville.

## Personnalités liées à la commune
- Marie Rayer, fille du docteur Pierre Rayer et épouse du marquis Stanislas d'Escayrac Lauture, légua son patrimoine à la commune pour créer un orphelinat.
- Jean-Claude Hallais (né en 1948), driver, vainqueur d'un Prix d'Amérique, a établi son écurie à Anctoville.